# 故郷になってください
『故郷になってください』（ふるさと-）は、日本の音楽グループであるTHE BOOMが1999年10月8日に発表した22枚目のシングル。

## 解説
アルバム『No Control』からシングルカット。
12cm盤シングルと8cmシングル盤が同時発売。
「故郷になってください」は、アルバム『No Control』発表のかなり前からJR東日本CMソングとしてオンエアされていた。その時は宮沢和史名義、曲自体もオンエアされる15秒しか出来上がっていなかったと宮沢が語っている。その後アルバム制作時にフル・ヴァージョンがレコーディング。井上鑑が編曲とキーボードで参加。
カップリング曲「天に昇るような気持ち」のフル・ヴァージョンは、2000年発表アルバム『LOVIBE』に収録。

## 12cm盤 収録曲
全曲作詞・作曲：宮沢和史
1. 故郷になってください
JR東日本CMソング
2. ありがとう
3. 天に昇るような気持ち（TV edit）
NHK教育「今夜もあなたのパートナー」オープニングテーマ
4. 天に昇るような気持ち（Bossa Version）

## 8cm盤 収録曲
全曲作詞・作曲：宮沢和史
1. 故郷になってください
2. ありがとう
3. 故郷になってください(ORIGINAL INSTRUMENTAL)